# Puchar Europy w Chodzie Sportowym 2019
13. Puchar Europy w Chodzie Sportowym – zawody lekkoatletyczne w chodzie sportowym, które odbyły się 19 maja 2019 w litewskiej Olicie. Była to ostatnia edycja imprezy pod tą nazwą (zastąpiły ją w kalendarzu drużynowe mistrzostwa Europy w chodzie sportowym.
Polska reprezentacja liczyła 13 zawodników: siedmiu mężczyzn i sześć kobiet.

## Rezultaty

### Mężczyźni
| Konkurencja:                       | 1. miejsce                                                    | Rezultat      | 2. miejsce                                                             | Rezultat   | 3. miejsce                                                             | Rezultat   |
| Chód na 10 km juniorów             | Riccardo Orsoni                                               | 42:43 PB      | Pedro Conesa                                                           | 43:18      | Łukasz Niedziałek                                                      | 43:28      |
| Chód na 10 km juniorów (drużynowo) | Włochy · Riccardo Orsoni · Aldo Andrei                        | 7 pkt.        | Hiszpania · Pedro Conesa · Eloy Hornero                                | 9 pkt.     | Turcja · Selman Ilhan · Mustafa Tekdal                                 | 23 pkt.    |
| Chód na 20 km                      | Perseus Karlström                                             | 1:19:54 SB    | Wasilij Mizinow                                                        | 1:20:18    | Diego García                                                           | 1:20:23 SB |
| Chód na 20 km (drużynowo)          | Hiszpania · Diego García · Álvaro Martín · Miguel Ángel López | 14 pkt.       | Wielka Brytania · Tom Bosworth · Callum Wilkinson · Cameron Corbishley | 38 pkt.    | Ukraina · Iwan Łosiew · Eduard Zabużenko · Wiktor Szumik               | 38 pkt.    |
| Chód na 50 km                      | Yohann Diniz                                                  | 3:37:43 CR WL | Dzmitryj Dziubin                                                       | 3:45:51 PB | João Vieira                                                            | 3:46:38 SB |
| Chód na 50 km (drużynowo)          | Ukraina · Iwan Banzeruk · Wałerij Litaniuk · Serhij Budza     | 26 pkt.       | Hiszpania · José Ignacio Díaz · Jesús Ángel García · Marc Tur          | 43 pkt.    | Białoruś · Dzmitryj Dziubin · Alaksandr Lachowicz · Uładzimir Kalesnik | 49 pkt.    |

### Kobiety
| Konkurencja:                       | 1. miejsce                                                        | Rezultat      | 2. miejsce                                                        | Rezultat   | 3. miejsce                                                                | Rezultat    |
| Chód na 10 km juniorek             | Meryem Bekmez                                                     | 45:37         | Evin Demir                                                        | 46:49      | Pauline Stey                                                              | 47:53 PB    |
| Chód na 10 km juniorek (drużynowo) | Turcja · Meryem Bekmez · Evin Demir                               | 3 pkt.        | Francja · Pauline Stey · Camille Moutard                          | 11 pkt.    | Hiszpania · Mariona Garcia · Mireia Urrutia                               | 16 pkt.     |
| Chód na 20 km                      | Živilė Vaiciukevičiūtė                                            | 1:29:48 SB    | Laura García-Caro                                                 | 1:29:55 SB | Raquel González                                                           | 1:30:17 =SB |
| Chód na 20 km (drużynowo)          | Hiszpania · Laura García-Caro · Raquel González · Mária Pérez     | 16 pkt.       | Włochy · Eleonora Dominici · Valentina Trapletti · Nicole Colombi | 27 pkt.    | Białoruś · Darja Paluektawa · Wiktoryja Raszczupkina · Nastassia Rarouska | 33 pkt.     |
| Chód na 50 km                      | Eleonora Giorgi                                                   | 4:04:50 AR CR | Júlia Takács                                                      | 4:05:46 NR | Inês Henriques                                                            | 4:13:57 SB  |
| Chód na 50 km (drużynowo)          | Ukraina · Wałentyna Myronczuk · Ołena Sobczuk · Chrystyna Judkina | 18 pkt.       | Hiszpania · Júlia Takács · Ainhoa Pinedo · Mar Juárez             | 21 pkt.    | Włochy · Eleonora Giorgi · Mariavittoria Becchetti · Federica Curiazzi    | 27 pkt.     |